# Papiamenta levii
Papiamenta levii is een spinnensoort uit de familie trilspinnen (Pholcidae). De soort komt voor in Curaçao en is de typesoort van het geslacht Papiamenta.